# Pattern variables
Pattern variables (deutsche Übertragung: Grundmuster, kulturelle Muster oder  Mustervariablen) bezeichnet in der Soziologie ein Instrument für die strukturfunktionalistische Analyse einer Handlung. Eingeführt wurden die „Pattern variables“ von dem nordamerikanischen Soziologen Talcott Parsons.
Pattern variables sind fünf dichotome Entscheidungsalternativen, zwischen denen laut Parsons ein Individuum bei jeder Handlung bewusst oder unbewusst wählen muss. Sie leiten sich direkt aus dem action frame of reference ab. Die ersten drei Mustervariablen (Affektivität vs. affektive Neutralität, Universalismus vs. Partikularismus, Selbstorientierung vs. Kollektivorientierung) setzen sich aus den drei Modi der motivationalen Orientierung und den drei Modi der Wertorientierung zusammen. Sie resultieren aus dem Fehlen einer biologisch vorgegebenen Hierarchie unter den Orientierungen.
Die beiden letzten Variablen ergeben sich aus der Indeterminiertheit der Objektsituation. Sie beziehen sich vornehmlich auf soziale Objekte.
Die Entscheidung des Akteurs wird im Falle von „Zuschreibung vs. Leistung“  durch die Unterscheidung sozialer Objekte als Komplexe von Eigenschaften (qualities) oder Leistungen (performance), abgeleitet, während sich die Variable „Diffusität vs. Spezifität“ aus der spezifischen bzw. diffusen Bedeutung von sozialen Objekten für den Akteur ableitet.

## Im Einzelnen
Zwischen den folgenden fünf Dichotomien muss jeder Akteur bei jeder Handlung wählen, bzw. jede Handlung kann anhand dieser Variablen analysiert werden:
- Affektivität versus affektive Neutralität: Ist die Handlung von Gefühlen abhängig, oder ist es eine Handlung, die weitestgehend frei von Emotionen ist? Oft wird diese Variable auch als Wahl zwischen unmittelbarer Bedürfnisbefriedigung oder der Befriedigung eines langfristigen Bedürfnisses gesehen.
- Universalismus versus Partikularismus: Eine Handlung kann anhand dieser Variablen danach analysiert werden, ob die Norm dieser Handlung (laut Parsons wohnt jeder Handlung eine Norm inne) auf alle Personen anwendbar ist, oder nur für eine bestimmte Person oder Personengruppe gilt.
- Zuschreibung versus Leistung: Anhand dieser Variablen kann eine Handlung danach analysiert werden, ob sie gegenüber einer anderen Person oder Personengruppe aufgrund von Zuschreibung vorgenommen wurde, oder aufgrund von Leistungen und Verdiensten, die diese Person(en) erworben haben.
- Diffusität versus Spezifität: Alternative zwischen Handlungen, die auf die ganze Person (z. B. Familienvater: Rolle als Versorger, Erzieher, liebender Vater) und solchen, die auf spezielle Segmente, d. h. einzelne, klar definierte „Teile“ (Rollen) des Individuums bezogen sind (z. B. als Heizungsmonteur).
- Selbstorientierung versus Kollektivorientierung: Alternative zwischen Eigeninteressen (Eigennutz) und dem Bezug auf das Kollektivwohl (Gemeinnutz).

Die fünf von Parsons definierten Mustervariablen sollen sowohl eine erschöpfende, d. h. vollständige Analyse des Rollenhandelns eines Individuums, als auch die Bestimmung der Grundstrukturen ganzer Gesellschaften ermöglichen. Theoretisch sind bis zu 32 Kombinationen möglich, wobei Parsons selbst einräumte, dass manche Kombinationen sehr selten oder nie vorkommen werden.
Das Instrument der „Grundmuster“ kann ein nützliches Instrument darstellen, um gewisse Tendenzen in einer Gesellschaft zu erkennen. Es ist jedoch in den Augen der zeitgenössischen Soziologie zu reduktionistisch, um weitere Erklärungen zuzulassen, da es auf ein binäres Handlungsschema aufbaut. Im Gegensatz zu Parsons’ Theorie entscheiden sich Individuen nur selten klar zwischen den jeweils zur Verfügung stehenden Polen, sondern wägen ab und wählen im Normalfall einen Zwischenweg. Sie legen sich auch nicht, wie von Parsons postuliert, fest, sondern wägen bei jeder anstehenden Handlungsentscheidung neu ab.

## Historisches
Wissenschaftshistorisch lehnen sich Parsons’ fünf Grundmuster idealtypisch stark an die von Ferdinand Tönnies beschriebenen Eigenschaften von „Gemeinschaft“ bzw. „Gesellschaft“ an, wobei Gemeinschaft im Tönniesschen Verständnis durch Handlungen, die durch Affektivität, Kollektivorientierung, Partikularismus, Zuschreibung und Diffusität bezeichnet werden, charakterisiert wäre, Gesellschaft hingegen durch die jeweils gegenteiligen Begriffe (Affektive Neutralität, Selbstorientierung, Universalismus, Leistung, Spezifität). Parsons löst sich jedoch gerade von dieser starren Aufteilung, indem er zeigt, dass durch theoretisch beliebig mögliche Kombinationen deutlich komplexere Zustände entstehen.